# República Socialista da Eslovénia
A República Socialista da Eslovênia (em esloveno:  Socialistična republika Slovenija, Servo-croata: Socijalistička Republika Slovenija / Социјалистичка Република Словенија), comumente referida como RS da Eslovênia ou simplesmente Eslovênia, foi uma das seis repúblicas federais que formavam a Iugoslávia e o estado-nação dos eslovenos. Existiu sob vários nomes desde a sua criação em 29 de vovembro de 1945 até 25 de junho de 1991.
No início de 1990, o governo desmantelou o sistema de governo de partido único – instalado pela Liga dos Comunistas – e adoptou uma democracia multipartidária.  A República da Eslovénia abandonou o rótulo de "Socialista" pouco depois e, no final de 1990, lançou um voto público bem-sucedido pela independência, que declarou formalmente em 25 de junho de 1991 e alcançou após a breve Guerra dos Dez Dias.

## Nomes
A república foi oficialmente chamada Eslovênia Federal (em esloveno: Federalna Slovenija, Servo-croata: Federalna Slovenija / Федерална Словенија) até 20 de fevereiro de 1946, quando foi renomeada como República Popular da Eslovênia (em esloveno:  Ljudska republika Slovenija, Servo-croata: Narodna Republika Slovenija / Народна Република Словенија).  Manteve este nome até 9 de abril de 1963, quando o seu nome foi alterado novamente, desta vez para República Socialista da Eslovênia (em esloveno:  Socialistična republika Slovenija, Servo-croata: Socijalistička Republika Slovenija / Социјалистичка Република Словенија). 
Em 8 de março de 1990, a República Socialista da Eslovênia removeu o prefixo "Socialista" do seu nome, tornando-se a República da Eslovênia,  embora permanecendo um estado constituinte da República Socialista Federativa da Iugoslávia até 25 de junho de 1991, quando promulgou as leis que resultaram em sua independência. 

## Economia
Embora constituísse apenas cerca de um décimo primeiro da população total da Jugoslávia, era a mais produtiva das repúblicas iugoslavas, sendo responsável por um quinto do seu PIB e um terço das suas exportações. 

### PIB per capita das repúblicas e províncias autônomas
| Unidade Federativa   | 1953  | 1955  | 1960  | 1965  | 1970  | 1975  | 1980  | 1985  | 1989  |
| -------------------- | ----- | ----- | ----- | ----- | ----- | ----- | ----- | ----- | ----- |
| Eslovênia            | 161.1 | 174.9 | 180.4 | 183.2 | 193.7 | 205.3 | 200.5 | 203.1 | 199.0 |
| Croácia              | 115.4 | 122.5 | 119.2 | 120.3 | 123.6 | 123.1 | 125.6 | 125.3 | 125.6 |
| Voivodina            | 99.4  | 93.6  | 107.9 | 112.5 | 107.4 | 115.1 | 113.5 | 117.8 | 119.0 |
| Sérvia               | 96.8  | 90.8  | 96.4  | 96.3  | 96.5  | 96.7  | 98.7  | 99.2  | 103.1 |
| Montenegro           | 74.8  | 77.2  | 64.5  | 76.3  | 77.2  | 69.1  | 79.6  | 78.0  | 73.5  |
| Bósnia e Herzegovina | 85.7  | 83.3  | 76.0  | 71.7  | 67.6  | 65.8  | 65.6  | 68.7  | 67.9  |
| Macedônia            | 68.0  | 68.4  | 63.9  | 66.6  | 70.0  | 68.0  | 66.3  | 64.2  | 65.7  |
| Kosovo               | 45.8  | 42.5  | 37.4  | 36.5  | 34.1  | 33.4  | 28.6  | 27.7  | 25.6  |

## Independência
Em setembro de 1989, numerosas alterações constitucionais foram aprovadas pela Assembleia da República Socialista da Eslovénia, que introduziram a democracia parlamentar no país.   No mesmo ano, a Action North uniu a oposição e democratizou o sistema comunista na Eslovénia como a primeira ação de defesa contra os ataques dos apoiantes de Milošević, levando à independência da Eslovénia.   
A palavra "socialista" foi removida do nome do então estado em 7 de março de 1990.  A infra-estrutura socialista foi em grande parte dissolvida. A primeira eleição democrática aberta foi realizada em 8 de abril de 1990.  As eleições parlamentares foram vencidas pela oposição, conhecida como coligação DEMOS liderada pelo dissidente Jože Pučnik. Ao mesmo tempo, Milan Kučan, antigo presidente da Liga dos Comunistas da Eslovénia (ZKS), foi eleito Presidente da República. O parlamento democraticamente eleito nomeou o líder democrata-cristão Lojze Peterle como primeiro-ministro, o que efectivamente pôs fim ao regime de 45 anos do Partido Comunista. Durante este período, a Eslovênia manteve a sua antiga bandeira e brasão, e a maioria dos símbolos anteriores, enquanto aguardava a criação de novos símbolos que eventualmente surgiriam após a independência. O antigo hino nacional, Naprej zastava slave, já havia sido substituído pelo Zdravljica em março de 1990.
Em 23 de Dezembro de 1990, foi realizado um referendo sobre a independência na Eslovénia, no qual 94,8% dos eleitores (88,5% do eleitorado total) votaram a favor da separação da Eslovénia da Iugoslávia.   Em 25 de Junho de 1991, os atos sobre a independência da Eslovénia foram aprovados pela Assembleia; A Eslovénia foi imediatamente reconhecida pela igualmente declarada Croácia e reconheceu esta última em espécie. Após uma curta Guerra dos Dez Dias, os militares da Eslovénia garantiram a sua independência; no final do ano, a sua independência foi reconhecida pela comunidade internacional em geral.